# Cástor Nieves Ríos
Cástor Nieves Ríos (La Victoria, Estado Aragua, 1 de julio de 1908-Venezuela, 4 de octubre de 1952) fue un combatiente venezolano de la resistencia durante la dictadura de Marcos Pérez Jiménez, en la década que va entre 1948 y 1958.

## Actividad política
Hombre de acción, lucha continua y gran sensibilidad social. Conocedor de la idiosincrasia del pueblo, se activó desde muy temprana edad para enfrentar los problemas que enfrentaba la clase obrera y rural del país. Expresivo, arrogante y temerario, enfrenta la dictadura desde todos los flancos posibles.
Se distinguió como un luchador político desde muy joven y participó como miembro fundador y activista del Partido Acción Democrática, en La Victoria, e igualmente en Caracas. Fue Gobernador del Distrito Ricaurte en el período del trienio político 1945-1948. Fue Presidente de la Municipalidad del Distrito Ricaurte. Luego del derrocamiento de Rómulo Gallegos pasó a la lucha clandestina por la reconquista de los derechos civiles y democráticos conculcados por el gobierno dictatorial de Marcos Pérez Jiménez.

Se exilió en México por corto tiempo, pero comprendía que debía librar la lucha en el propio país, en tal sentido, regresó a Venezuela, y se mantuvo atrincherado hasta que fue detenido por la Dirección de Seguridad Nacional - la policía política del régimen dictatorial dirigida por Pedro Estrada - el 4 de octubre de 1952, siendo sometido a las más violentas torturas y posteriormente asesinado por sus verdugos en un sitio desconocido cercano a Caracas. Rómulo Betancourt, exiliado, escribió entonces en Costa Rica:
"Nieves Ríos era el hombre del pueblo, sin lastre universitario, alardoso y valiente, con un sentido intuitivo y elemental de la justicia... Era alcalde de una población de provincia, en los días de la militarada del 24 de noviembre de 1948, que derrocó al gobierno de Rómulo Gallegos. Cuando vio a la fuerza armada imponiendo su imperio por sobre el mandato del pueblo, 'cogió el monte' con unos pocos hombres, en actitud de desesperada protesta."

## Muerte
Cástor Nieves Ríos fue detenido el 4 de octubre de 1952 y sometido durante horas a las más violentas torturas en SN, para finalmente ser ultimado a balazos. El cadáver no fue entregado a los familiares. Sus asesinos lo enterraron sigilosamente en un sitio desconocido, seguro como estaban de que hubiese sido fácil descubrir en su cadáver las huellas de la tortura.

## Honores
- Su nombre es el epónimo de la Parroquia Civil que comprende la Urbanización Las Mercedes de su ciudad natal, de algunas calles, de algunos barrios populares y de asociaciones civiles de trabajadores.